# Michael Robertson (Diskuswerfer)
Michael Robertson (* 19. Dezember 1983 in Beebe, Arkansas) ist ein ehemaliger US-amerikanischer Diskuswerfer.
2007 siegte er bei den Panamerikanischen Spielen in Rio de Janeiro, schied aber bei den Leichtathletik-Weltmeisterschaften in Osaka in der Qualifikation aus.
Auch bei den Olympischen Spielen 2008 in Peking kam er nicht über die erste Runde hinaus.
Seine persönliche Bestleistung von 65,61 m stellte er am 24. April 2008 in Denton auf.
2007 wurde er US-Meister und 2005 für die Southern Methodist University startend NCAA-Meister.